# Lettische Eishockeyliga 2002/03
Die Saison 2002/03 war die zwölfte Spielzeit der lettischen Eishockeyliga, der höchsten lettischen Eishockeyspielklasse. Meister wurde zum insgesamt dritten Mal in der Vereinsgeschichte der HK Liepājas Metalurgs.

## Modus
In der Hauptrunde absolvierten die sechs Mannschaften jeweils 20 Spiele. Alle sechs Mannschaften qualifizierten sich für die Playoffs, in denen der Meister ausgespielt wurde, wobei die beiden Erstplatzierten der Hauptrunde direkt für das Playoff-Halbfinale qualifiziert waren. Für einen Sieg erhielt jede Mannschaft zwei Punkte, bei einem Unentschieden gab es einen Punkt und bei einer Niederlage null Punkte.

## Hauptrunde

### Tabelle
|    | Klub                  | Sp | S  | U | N  | Tore    | Punkte |
| -- | --------------------- | -- | -- | - | -- | ------- | ------ |
| 1. | HK Riga 2000          | 20 | 16 | 3 | 1  | 155:046 | 35     |
| 2. | HK Liepājas Metalurgs | 20 | 16 | 3 | 1  | 147:052 | 35     |
| 3. | ASK/Zemgale           | 20 | 9  | 2 | 9  | 119:053 | 20     |
| 4. | HK Vilki Riga         | 20 | 9  | 2 | 9  | 082:079 | 20     |
| 5. | Stalkers Daugavpils   | 20 | 4  | 2 | 14 | 067:100 | 10     |
| 6. | SK Ozollapas          | 20 | 0  | 0 | 20 | 035:246 | 0      |

Sp = Spiele, S = Siege, U = unentschieden, N = Niederlagen, OTS = Overtime-Siege, OTN = Overtime-Niederlage, SOS = Penalty-Siege, SON = Penalty-Niederlage

## Playoffs

### Viertelfinale
- SK Ozollapas – ASK/Zemgale 5:3/2:16
- Stalkers Daugavpils – HK Vilki Riga 1:3/2:3

### Halbfinale
- HK Vilki Riga – HK Riga 2000 1:1/1:4
- ASK/Zemgale – HK Liepājas Metalurgs 1:10/1:6

### Spiel um Platz 3
- HK Vilki Riga – ASK/Zemgale 6:4/3:3

### Finale
- HK Liepājas Metalurgs – HK Riga 2000 4:3/3:3